# Kuchlbauer-Turm

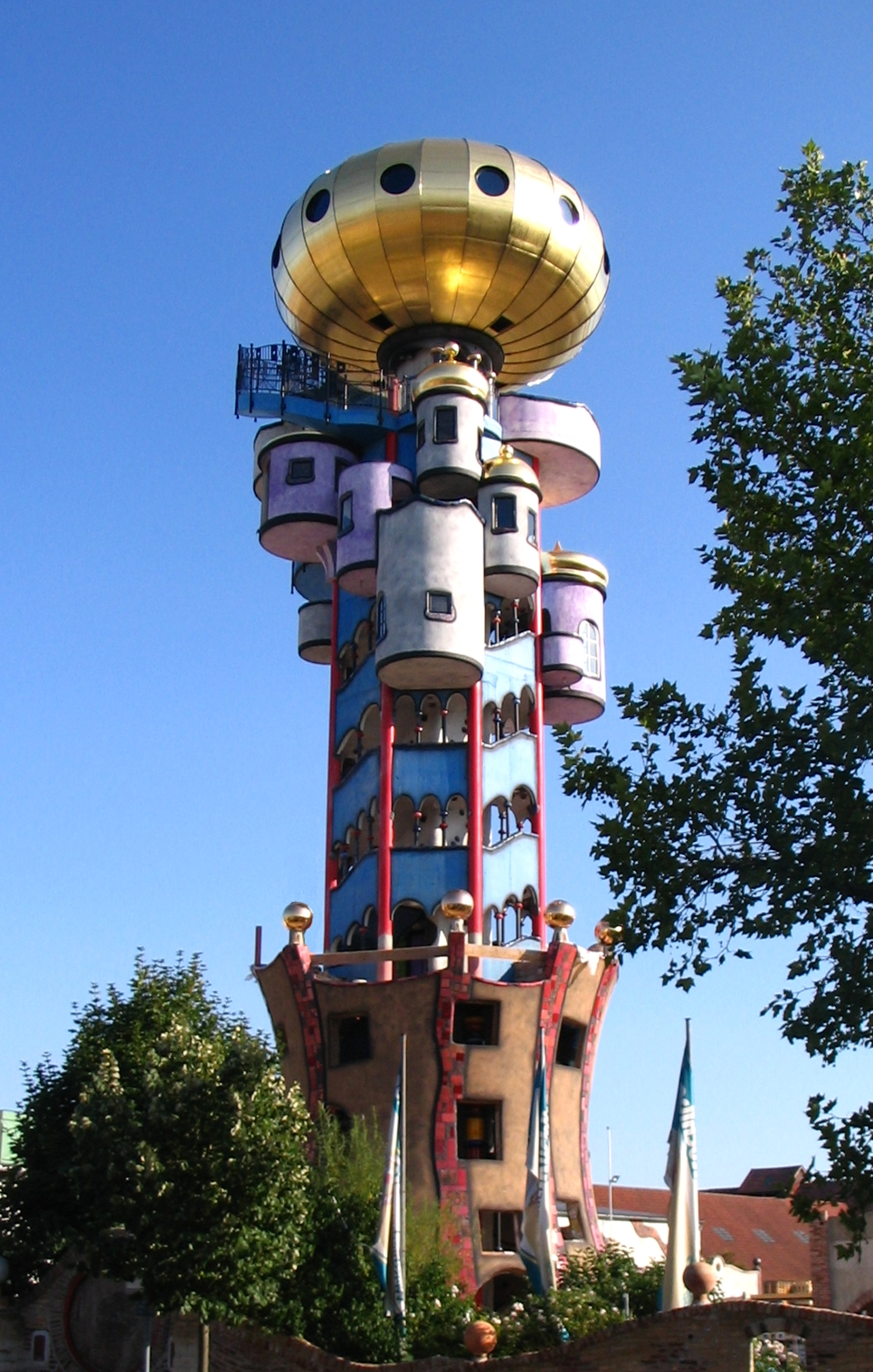
Kuchlbauer-Turm

Der Kuchlbauer-Turm ist ein Turm auf dem Gelände der Brauerei Kuchlbauer in Abensberg im niederbayrischen Landkreis Kelheim.

## Geschichte
Der 34 Meter hohe Turm wurde von Friedensreich Hundertwasser geplant, der im Jahr 2000 während der Planungsphase starb. Der Bau wurde nach dem Tod Hundertwassers unter der Leitung des Architekten Peter Pelikan gebaut, mit erheblichen Änderungen gegenüber Hundertwassers Entwurf. Unter der Regie von Leonhard Salleck, dem Inhaber der Brauerei, wurde der Turm vollendet.
Vorausgegangen waren dem Bau Auseinandersetzungen mit der Stadt Abensberg, die auch vor Gericht ausgetragen wurden. Ursprünglich sollte der Turm 70 Meter hoch werden. Dagegen erhoben Kirche und Denkmalschutz Einwände, um die Silhouette der Abensberger Altstadt nicht zu beeinträchtigen, da der Hundertwasserturm nicht höher als der Kirchturm werden sollte. Zu den Gegnern des Projekts gehörte neben dem Bürgermeister von Abensberg auch Egon Johannes Greipl, Generalkonservator des Bayerischen Landesamtes für Denkmalpflege.
Am 23. April 2007 wurde der Grundstein gelegt. Am 8. August 2008 wurde die vergoldete Dachkugel auf den Turm gesetzt. Sie hat einen Durchmesser von zehn Metern und ist zwölf Tonnen schwer. Der Bau sollte 2009 fertiggestellt werden, doch verzögerten sich die Arbeiten. Im Januar 2010 wurde der Turm erstmals für Besucher geöffnet. Eine 25 Meter hoch liegende Aussichtsterrasse kann über Treppen oder einen Fahrstuhl erreicht werden.
Seit 2010 findet zu Füßen des Turms jährlich ein Weihnachtsmarkt statt.

## Turm Weisse

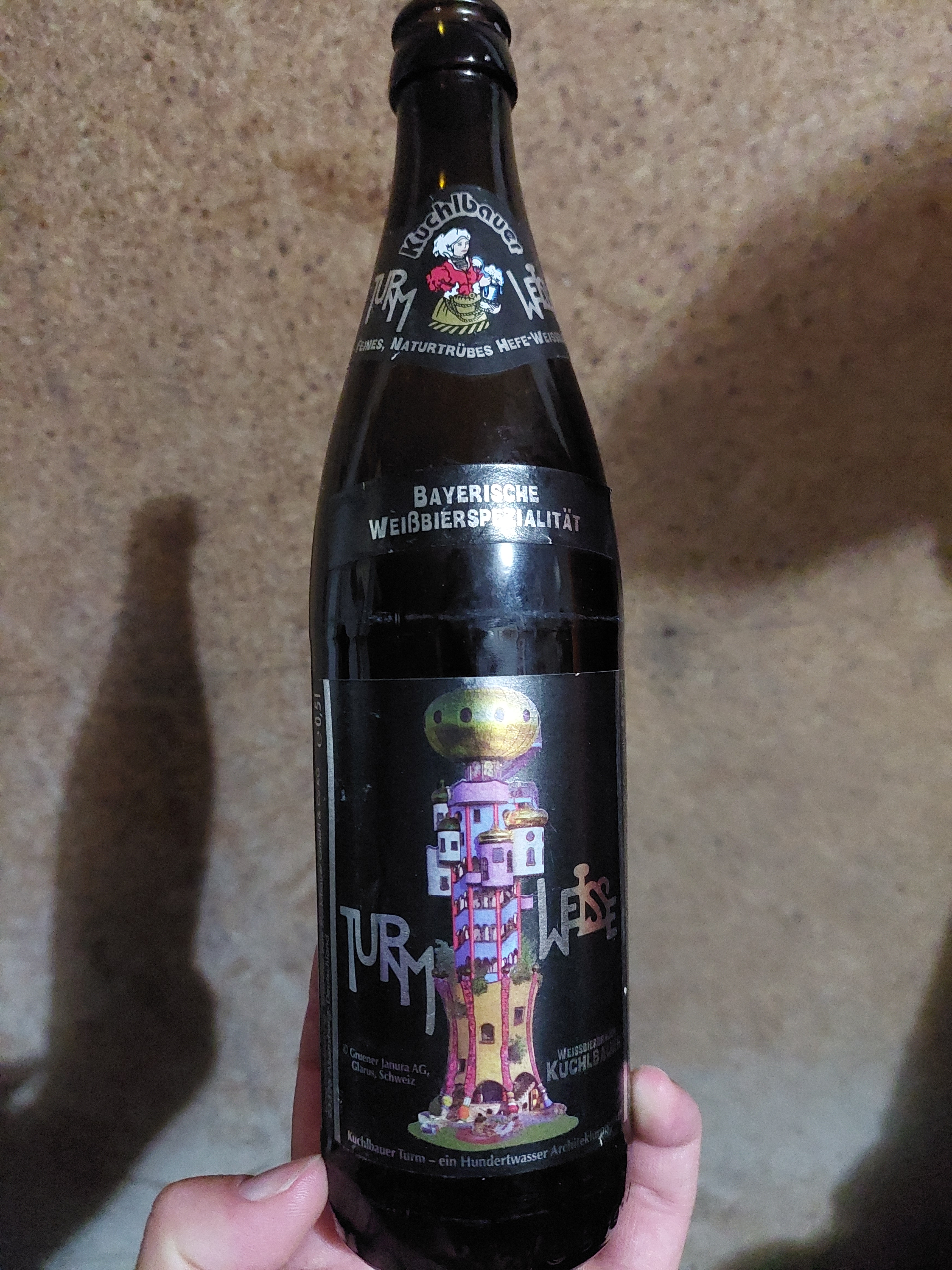
Eine Flasche Turm Weisse (2023)

Die Brauerei Kuchlbauer vertreibt unter dem Namen Turm Weisse ein Weißbier, auf dessen Etikett der Turm abgebildet ist. Ebenso sind speziell geformte Weizengläser mit Turm Aufdruck erhältlich.

## Ausstellung
Im Keller des Turmes wird die Sammlung von 4200 Weißbiergläsern Leonhard Sallecks gezeigt, das Brauen von Bier dargestellt und das Reinheitsgebot erläutert.